# Вирипаєв Іван Олександрович
Іван Олександрович Вирипаєв (рос. Иван Александрович Вырыпаев; нар. 3 серпня 1974, Іркутськ, Російська РФСР, СРСР) — польський драматург російського походження, актор та режисер театру і кіно, сценарист, продюсер. Художній керівник театру «Практика» (2013 — 2016), 
засновник продюсерської компанії WEDA (Польща).

## Життєпис
Батько — Олександр Миколайович Вирипаєв, викладач Іркутського педагогічного коледжу №1. Мати — Віра Тимофіївна Вирипаєва.
У 1995 році закінчив Іркутське театральне училище, після закінчення один сезон пропрацював актором Магаданського театру, згодом — два сезони актором Театру драми і комедії на Камчатці.
У 1998 році заснував Театр-студію «Простір гри» в Іркутську. Того ж року стає студентом Вищого театрального училища ім. Б. Щукіна, навчаючись заочно на відділенні «Режисер драматичного театру».
У 1999 — 2001 роках викладає майстерність актора в Іркутському театральному училищі, на курсі Вячеслава Кокоріна. У 2005-у створив агентство творчих проектів у галузі кіно, театру і літератури «Рух Kislorod». У 2006 році працював артдиректором театру «Практика» (з квітня 2013 року обіймає посаду художнього керівника театру «Практика»).
Вирипаєв здобув популярність в Європі як театральний драматург, режисер, автор ряду проектів. Його постановки, а також вистави за його п'єсами йдуть в Польщі, Німеччині, Чехії, Болгарії, Англії, Франції, Канаді. П'єса «Сни» переведена англійською, французькою, німецькою, болгарською, польською мовами, п'єса «Валентинів день» переведена німецькою, п'єса «Кисень» переведена на ряд іноземних мов.
Викладав у Російському інституті театрального мистецтва, у школі-студії МХАТ, Варшавській академії театрального мистецтва.
У липні 2019 року виступив у київському Будинку кіно із творчою зустрічю «Світи Івана Вирипаєва».
Живе та працює у Варшаві. До 2022 жив у Польщі та Росії, 21 травня 2022 року отримав польське громадянство.
За засудження російської агресії в Україні заочно засуджений Басманним районним судом м. Москва.

### Сім'я
- Перша дружина — Світлана Іванова-Сергєєва[ru], акторка
  - Син Геннадій (нар. 1994)
- Друга дружина (2003 — 2007) — Поліна Агуреева, акторка
  - Син Петро (нар. 26 жовтня 2004)
- Третя дружина — Кароліна Грушка, польська акторка
  - Донька (нар. 2012)

## Письменник-драматург

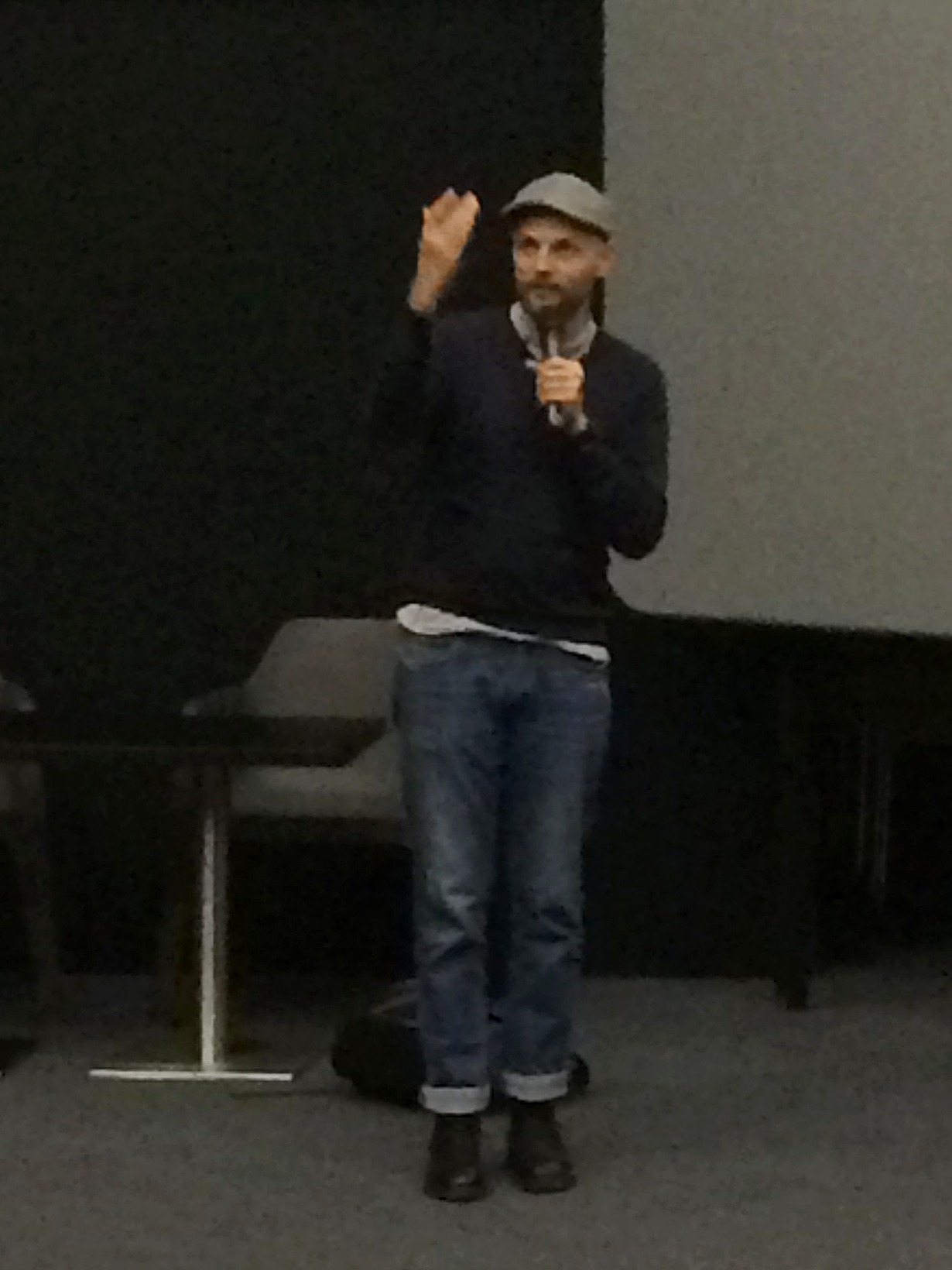
Іван Вирипаєв на зустрічі із глядачами

П'єси
- 1999 — «Сни»
- 2000 — «Город, де я»
- 2001 — «Валентинів день»
- 2002 — «Кисень»
- 2004 — «Буття 2»
- 2006 — «Липень»
- 2008 — «Пояснити»[11]
- 2009 — «Танець Делі»
- 2010 — «Комедія»
- 2011 — «Ілюзії»[12]
- 2011 — «DREAMWORKS»
- 2012 — «Літні осы кусають нас навіть у листопаді»
- 2012 — «Пьяні»[13]
- 2012 — «UFO»
- 2014 — «Чому я навчився у змії»
- 2015 — «Сонячна лінія»[14]
- 2016 — «Інтерв'ю S-FBP 4408»
- 2017 — «Іранська конференція»[15]
- 2019 — «Хвилювання»

## Театральний режисер
- «Ю» (Іркутськ)
- «Сни» (Іркутськ, Москва)
- «Макбет» (Іркутськ)
- «Місто, де я» (Іркутськ)
- «Пояснити» (Школа сучасної п'єси[ru], Москва)
- «Танец Делі» (Національний театр, Варшава)
- «Липень» (Театр «Народови», Варшава)
- «Комедія» (Театр «Практика»)
- «Илюзії» (Театр «Практика»)
- «Илюзії» (Національний театр у Кракові «Старий театр»)
- «Одруження» (Театр Студи, Варшава)
- «Інтерв'ю S-FBP 4408» (Большая Дмитровка, Москва)
- «Борис Годунов» (Большой Театр, Познань)
- «Щоденник Жеребцової Поліни» (Музей Варшавського повстання)
- «Дядя Ваня» (Польський театр ім. Арнольда Шифмана, Варшава)
- 2019, 17 квітня — «Хвилювання»[ru] (Великий драматичний театр імені Г. О. Товстоногова, Санкт-Петербург)

## Фільмографія

### Актор
- 2002 — Щоденник вбивці — Іван Азовський
- 2006 — Бункер, або Науковці під землею — Гвідон
- 2006 — Бумер. Фільм другий — бомж у кав'ярні
- 2015 — Порятунок — фотограф

### Режисер
- 2006 — Ейфорія
- 2009 — Кисень
- 2009 — Відчувати (кіноальманах «Коротке замикання»)
- 2009 — Супергопер (анімаційний фільм)
- 2012 — Танец Делі
- 2015 — Порятунок

### Сценарист
- 2002 — Гроші
- 2006 — Бумер. Фільм другий
- 2006 — Бункер, або Науковці під землею
- 2006 — Ейфорія
- 2006 — Антонина обернулась
- 2007 — Лучшее время года (по пьесе «Валентинов день»)
- 2009 — Кисень
- 2009 — Відчувати (кіноальманах «Коротке замикання»)
- 2010 — Чисте світло
- 2012 — Танец Делі
- 2015 — Порятунок

### Продюсер
- 2010 — Чисте світло

## Театральні постановки п'єс в Україні
П'єси Івана Вирипаєва ставляться на сценах українських театрів:
1. 2004 — «Валентинів день» (реж. Леонід Остропольский, Національний академічний театр російської драми імені Лесі Українки)
2. 2004 — «Кисень» (реж. Володимир Снігурченко, Харківський авторский театр «Котелок»)
3. 2005 — «Валентинів день» (реж. Микола Осіпов, Центр сучасного мистецтва «Нова сцена», Харків)
4. 2006 — «Липень» (реж. Володимир Снігурченко, Харківський авторский театр «Котелок»)
5. 2012 — «Ілюзії» (реж. Олександр Баркар, Deep (театральна студія), Луганськ)
6. 2015 — «Танець “Делі”» (реж. Артур Невінчаний, Київська академічна майстерня театрального мистецтва «Сузір'я»)
7. 2016 — «Ілюзії» (реж. Стас Жирков, Театральна агенція «ТЕ-АРТ» / Київський академічний театр «Золоті ворота»)
8. 2017 — «О ДВА» за п’єсою «Кисень» (реж. Влада Бєлозоренко, «Дикий Театр», Київ)
9. 2018 — «Ілюзії» (реж. Олександр Онищенко, «Театр на Чайній», м. Одеса)
10. 2018 — «Валентинів день» (реж. Марія Лук’янова, Український малий драматичний театр, Київ)
11. 2018 — «Сонячна лінія» (реж. Олексій Райт, «МДТеатр» (Молодіжний драматичний театр), Харків)
12. 2019 — «Мрії оживають» за п’єсою «DreamWorks» (реж. Давид Петросян, Київський академічний драматичний театр на Подолі)
13. 2019 — «Шило на Мило» за п’єсою «Валентинів день» (реж. Денис Дикий, Київська академічна майстерня театрального мистецтва «Сузір'я»)
14. 2019 — «Сонячна лінія» (реж. Наталія Яновська, «Біла ворона», Київ)
15. 2019 — «Сни» (реж. Ігор Дем’янюк та Іван Данілін, «На перехресті», Чернівці)
16. 2019 — «DreamWorks» (реж. Олексій Райт, Харківський молодіжний драматичний театр)
17. 2019 — «Ілюзії» (реж. Оксана Бандура, Вінницький обласний академічний український музично-драматичний театр імені Миколи Садовського)

## Визнання та нагороди
- 2004 — Лауреат молодіжної премії «Триумф»
- Лауреат премії ім. Володіна «Надія російської драматургії»
- Друга премія на міжнародному фестивалі сучасної драматургії у Гайдельбергу (Німеччина)
- Гран-прі міжнародного фестивалю «Контакт» (м. Торунь, Польща) — за виставу «Кисень»
- Лауреат премії фестивалю «Нова драма» (м. Москва) — за виставу «Кисень»
- Лауреат премії «Золота маска» (м. Москва) — за виставу «Кисень»
- Лауреат премії фестивалю «Кінотавр» у номінації «Кращий режисер» — за фільм «Кисень»
- Приз Гільдії кінознавців та кінокритиків РФ «Білий слон»
- 2004 — Гран-прі фестивалю «Нова драма» — за виставу «Буття 2»
- 2007 — Гран-прі фестивалю «Нова драма» — за виставу «Липень»
- Премія «Ніка» у номінації «Відкриття року» за дебютний фільм «Ейфорія»[17]
- Спеціальний диплом журі фестивалю «Кінотавр» «За яскраве, експресійне образотворче рішення» за фільм «Ейфорія»
- Приз незалежного молодіжного журі 63 МКФ у Венеції «Золоте левеня» за фільм «Ейфорія»
- 2009 — Кращій драматург Німеччини
- 2010 — Лауреат премії «Текстура: Ім'я»
- Краща вистава XVIII «Міжнародного фестивалю мистецтв приємного та неприємного» (м. Лодзь, Польща)
- 2012 — Головна нагорода за внесок у розвиток Паспорт «Політики» (Польща)